# Koriak
El koriak és una llengua luorawetlanparlada per unes 3.500 persones del poble koriak, segons estimacions de l'any 2001, a la regió de Txukotka. Guarda una relació molt estreta amb el txuktxi, llengua amb tres vegades més de parlants que el koriak. Juntament amb el txuktxi, l'itelmen, el kerek i l'aljutor, considerades aquestes dues últimes llengües com a dialectes del koriak, forma la família de les llengües luorawetlan, agrupades dins les llengües paleosiberianes.
Els txuktxis i els koriaks formen una unitat cultural basada en l'economia de la caça de rens i ambdues ètnies tenen autonomia de Rússia.

## Ús de la llengua
Els koriaks, com els txuktxis, empraven pictògrafs. Des del 1913 els nens koriaks anaven a les escoles missioneres (13 el 1916), però la seva pròpia escriptura es crearia a partir del 1930, quan es compilà un alfabet de 28 lletres basat en el dialecte Chavchyvan. El primer llibre, Jissa kalekal (El llibre Roig) fou publicat el 1932 i el 1934 un llibre de lectura i altres llibres de text. El 1933 hi havia 1.545 escolars koriaks que el primer any el feien en koriak com a introducció al rus. S. Stebnitsky va impulsar la nova literatura en llengua koriak, però el 1937 foren forçats a adoptar l'alfabet ciríl·lic, i s'hi publicaren llibres de texts, obres pamfletàries soviètiques traduïdes del rus, petites obres de ficció d'autors com Kersai Kekketyn, Lev Zhukov i Vladimir Koyanto. Des del 1988 s'han aprovat decrets per a desenvolupar els pobles nòrdics, de manera que s'han publicat nous llibres de text i abecedaris, compilats per M. Ikavav, I. Agin, V. Kavav i E. Narivlitx. Es publiquen articles en koriak al diari provincial Narodovlastie.

## Alfabet del koriak
| А а | Б б | В в | В' в' | Г г | Г' г' | Д д | Е е |
| Ё ё | Ж ж | З з | И и   | Й й | К к   | Ӄ ӄ | Л л |
| М м | Н н | Ӈ ӈ | О о   | П п | Р р   | С с | Т т |
| У у | Ф ф | Х х | Ц ц   | Ч ч | Ш ш   | Щ щ | Ъ ъ |
| Ы ы | Ь ь | Э э | Ю ю   | Я я |       |     |     |